# 泉村 (埼玉県)
泉村（いずみむら）は埼玉県の東部、北葛飾郡に属していた村。現在の杉戸町の東部にあたる。

## 地理
- 河川：江戸川

## 歴史
- 1955年（昭和30年）7月10日 - 桜井村および豊岡村の一部（大字目沼、木津内、宮前、鷲巣、木野川）が合併して泉村が発足。
- 1957年（昭和32年）7月17日 - 杉戸町に編入。同日泉村廃止。